# Oma (Wisconsin)
Oma es un pueblo ubicado en el condado de Iron en el estado estadounidense de Wisconsin. En el Censo de 2010 tenía una población de 289 habitantes y una densidad poblacional de 1,44 personas por km².

## Geografía
Oma se encuentra ubicado en las coordenadas 46°16′53″N 90°5′20″O / 46.28139, -90.08889. Según la Oficina del Censo de los Estados Unidos, Oma tiene una superficie total de 201.37 km², de la cual 193.63 km² corresponden a tierra firme y (3.84%) 7.73 km² es agua.

## Demografía
Según el censo de 2010, había 289 personas residiendo en Oma. La densidad de población era de 1,44 hab./km². De los 289 habitantes, Oma estaba compuesto por el 100% blancos, el 0% eran afroamericanos, el 0% eran amerindios, el 0% eran asiáticos, el 0% eran isleños del Pacífico, el 0% eran de otras razas y el 0% pertenecían a dos o más razas. Del total de la población el 0% eran hispanos o latinos de cualquier raza.